# 上條レイモンド
上條 レイモンド（かみじょう レイモンド、1999年9月16日 - ）は、日本の男子バレーボール選手である。

## 来歴
千葉県佐倉市出身。ナイジェリア人の父と日本人の母を持つ。
中学1年生のとき、顧問に誘われてバレーボールを始める。
高校は習志野高等学校に進学。春高には3回出場し、2年時の2017年大会ではベスト4まで進出した。2017年、U19日本代表に選出され、アジアユース選手権に出場し、チームは優勝を果たした。2018年には、U20日本代表に選出され、アジアジュニア選手権に出場した。また、同年のインターハイでベスト4に入った。
大学は早稲田大学に進学。大学在学中は全日本インカレの連覇が続き、4度の全日本インカレ優勝を経験した。2021年、V.LEAGUE DIVISION1(V1)チームである東レアローズの内定選手になった。
2022年、大学卒業後に東レアローズに入団。入団1年目のリーグ戦に向けて「チームに刺激を与える存在になりたい」と意気込み、入社してから1日90分、週4回のウェイトトレーニングを続け、最高到達点が大学4年時の344cmから350cmに上がった。2022年10月22日、リーグ開幕戦で、2連覇中のサントリーサンバーズ戦で早速スタメンに抜擢される。試合は敗れるが、15得点（アタック12、ブロック3）を挙げた。23日の2試合目（同じくサントリー戦）ではチームが勝ち、自身も14点（アタック10、ブロック4）を挙げて勝利に貢献し、ルーキーとしての開幕2連戦で前回覇者を相手に活躍し、存在感を見せた。

## プレースタイル
東レ入団1年目のとき、監督の篠田歩は「Bクイックの決定率が抜群でチームの新たな武器になる。」と期待した。

## 球歴
- U20日本代表
  - アジアジュニア選手権 - 2018年
- U19日本代表
  - アジアユース選手権 - 2017年

## 所属チーム
- 習志野高等学校（2015-2018年）
- 早稲田大学 （2018-2022年）
- 東レアローズ静岡（2022年-）